# John Somerset Pakington
John Somerset Pakington, 1. baron Hampton (John Somerset Pakington, 1st Baron Hampton, 1st Baronet Pakington of Westwood) (20. února 1799, Powick, Worcestershire, Anglie – 9. dubna 1880, Londýn, Anglie) byl britský politik. Jako člen Konzervativní strany byl dlouholetým poslancem Dolní sněmovny (1837–1874). V několika konzervativních vládách zastával různé funkce, dvakrát byl ministrem námořnictva (1858–1859) a (1866–1867) a nakonec ministrem války (1867–1867). Po odchodu z aktivní politiky byl povýšen na barona a stal se členem Sněmovny lordů.

## Životopis

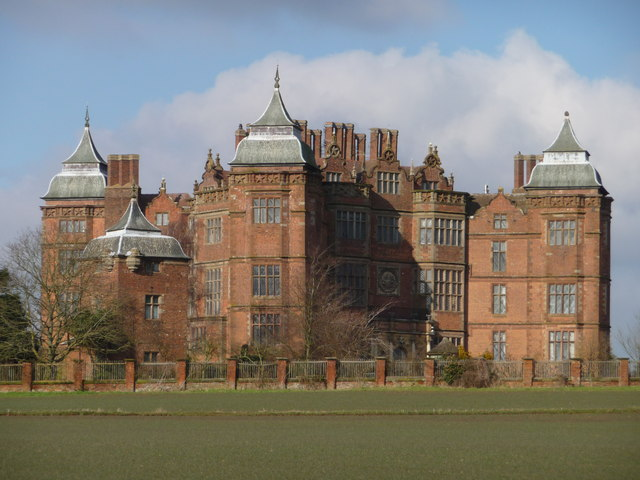
Zámek Westwood Park (Worcestershire), sídlo rodu Pakingtonů

Pocházel ze statkářské rodiny Russellů v hrabství hrabství Worcester, narodil se jako mladší syn právníka Williama Russella (1750–1813)a Elizabeth, rozené Pakington. Studoval v Etonu a Oxfordu, v roce 1830 po strýci Johnu Pakingtonovi zdědil majetek a o rok později přijal příjmení Pakington (1831). Krátce po převzetí dědictví se jako movitý statkář zapojil do politiky a již v roce 1831 kandidoval ve volbách do Dolní sněmovny, ale neuspěl. Poslancem byl poté v letech 1837–1874, v parlamentu se přidal k toryům a celou dobu zastupoval mandát za město Droitwich. V roce 1846 byl povýšen na baroneta a od té doby užíval šlechtický titul Sir.
V první Derbyho vládě zastával v roce 1852 funkci ministra války a kolonií, téhož roku byl jmenován členem Tajné rady. Jako ministr kolonií vyhlásil zrušení trestanecké kolonie v Tasmánii, která se pak stala regulérní součástí koloniálního systému Britského impéria. Jako člen Tajné rady byl mimo jiné členem jejího výboru pro školství. V dalším Derbyho kabinetu byl prvním lordem admirality (ministrem námořnictva) (1858–1859) a po odchodu z vlády byl dekorován velkokřížem Řádu lázně (1859). Funkci prvního lorda admirality pak zastával ještě v letech 1866–1867 a nakonec byl ministrem války (1867–1868). V 60. letech se začal zabývat sociálními reformami v liberálním duchu, což mu nakonec přivodilo ztrátu podpory vedení Konzervativní strany a v roce 1874 byl poražen ve volbách do Dolní sněmovny. Téhož roku byl povýšen na barona a vstoupil do Sněmovny lordů. Od roku 1858 byl členem Královské společnosti a angažoval se také ve veřejném životě v hrabství Worcestershire, kde vlastnil statky. V roce 1853 obdržel čestný doktorát na Oxfordské univerzitě.

## Rodina a majetek
Byl třikrát ženatý, pokračovatelem rodu byl syn z prvního manželství John Slaney Pakington, 2. baron Hampton (1826–1893). Ten zemřel bez potomstva a dalším nositelem titulu byl syn z druhého manželství Herbert Pakington, 3. baron Hampton (1844–1906), smírčí soudce a zástupce místodržitele ve Worcestershire. Současným představitelem rodu je John Humphrey Pakington, 7. baron Hampton (*1964).
Jeho sídlem byl zámek Westwood Park (Worcestershire), který zdědil v roce 1830 Pakingtonů. Rodina Pakingtonů nechala zámek postavit počátkem 17. století. Westwood Park je tradičním panským domem v anglickém stylu z červených cihel, připomíná ale také normanské hrady. Architektonické pojetí je oživeno zajímavým pojetím čtyř bočních křídel vybíhajících hvězdicovitě z hlavní budovy. Zámek byl majetkem rodiny do roku 1900.